# من أجل مفكر جديد
من أجل مفكّر جديد: فلسفة آين راند هو عمل صدر عام 1961م للفيلسوفة آين راند . وهو أول كتاب غير روائي طويل لها. يتكون جزء كبير من مادة الكتاب من مقتطفات من روايات آين راند، تُستكمل بمقال طويل بعنوان يركز على تاريخ الفلسفة .

## ملخص
المقتطفات من روايات راند كلها عبارة عن خطابات حول مواضيع مختلفة، حيث تأتي الغالبية العظمى من الخطب من رواياتها الرئيسية "المنبع" و"حينما هز أطلس كتفيه" . تساهم كل من رواياتها "النشيد" و "نحن الأحياء" بمقتطف واحد. خطاب "نحن الأحياء" تتحدثه الشخصية الأنثوية الرئيسية كيرا أرجونوفا إلى الشيوعي أندريه تاجانوف (أحد الشخصيتين الرئيسيتين الذكور).
هناك ثلاثة خطابات من "المنبع" : واحد للخصم إلسورث توهي، وهو عبارة عن محادثة بين الشخصية المتعاطفة جيل ويناند والبطل هوارد رورك، والآخر هو خطاب هوارد رورك المنتصر في قاعة المحكمة. الأخير هو بيان لفلسفة راند كما كانت في وقت كتابة المنبع ، وهو شهادة على الروح الإنسانية التي يتم التعبير عنها في الاختراع والإنجاز الفردي.
هناك ستة مقتطفات من "حينما هز أطلس كتفيه" ، وكلها خطب لأبطال الرواية المختلفين. المواضيع التي تناولتها الخطب هي الطبيعة الفلسفية للمال، وسيكولوجية الرغبة الجنسية (بين الرجل والمرأة)، والإدانة التي يواجهها الصناعيون الناجحون، والطب الاجتماعي (أي الذي تنظمه الحكومة)، ودافع الربح مقابل المنفعة العامة (من وجهة نظر رجل صناعي)، وبيان من 60 صفحة لفلسفة راند الموضوعية .
يناقش مقال العنوان تاريخ الفلسفة مع التركيز بشكل خاص على ما تعتبره آين راند الأخطاء الفادحة التي ارتكبت على طول الطريق. إنها تستخدم مصطلحين لتوضيح أكثر الأفراد شهرة الذين لعبوا دورًا في تاريخ الفلسفة: " أتيلا " و" الطبيب الساحر ". تصنف العديد من المشاركين في تاريخ البشرية، الذين كانوا قوة للشر من وجهة نظرها، على أنهم "أتيلا" أو "الطبيب الساحر". "أتيلا" هو شخص في التاريخ استخدم القوة الجسدية ("الغاشمة") لتحقيق الأهداف. "الطبيب الساحر" هو شخص (غالبًا ما يكون فيلسوفًا أو شخصًا متدينًا أو أي نوع آخر من المثقفين) يستخدم الكلمة المكتوبة أو المنطوقة لإقناع الناس بمخالفة عقولهم العقلانية، وغالبًا ما يكون ذلك لصالح "أتيلا" الذي هو في السلطة حاليا.
وتختتم مقال العنوان بالقول إنها تأمل أن يكتسب نوع من "مفكر جديد" مكانة بارزة. سيعمل المفكر الجديد على تعزيز استخدام العقل لإقناع الآخرين، بدلاً من الاعتماد على القوة، أو التهديد بالقوة، من أجل الإقناع من خلال الخوف.

## تاريخ
ابتداءً من منتصف ثلاثينيات القرن العشرين، عملت الكاتبة الروسية الأمريكية آين راند ككاتبةٍ للكتب الخيالية، بما في ذلك المسرحيات والسيناريوهات والروايات. احتوت كتاباتها، وخاصة رواياتها، على تعبيرات عن أفكارها السياسية والفلسفية، غالبًا في شكل مونولوجات ألقتها شخصياتها. وقد اجتذبت رواياتها الأكثر نجاحًا، "المنبع" (1943م) و"حينما هز أطلس كتفيه" (1957م)، مجموعة من المعجبين المهتمين بأفكار آين راند. بدأت بإلقاء محاضرات في الكليات، بما في ذلك واحدة في جامعة ييل في نوفمبر 1960م بعنوان "من أجل مفكر جديد". 
أصبحت النسخة المنقحة من خطاب ييل الذي ألقته هي المقال الرئيسي لكتاب من أجل مفكر جديد ، والذي نشرته دار راندوم هاوس في عام 1961م. كان هذا الكتاب هو الأول من بين عدة مجلدات غير خيالية تجمع مقالات وخطب آين راند. وكان أيضًا آخر كتاب نشرته آين راند مع راندوم هاوس. تركت الناشر بعد خلاف حول كتابها التالي "فضيلة الأنانية". وفي عام 1963م، تم نشر طبعة ذات غلاف ورقي من قبل المكتبة الأمريكية الجديدة. 

## استقبال الكتاب
تلقى الكتاب عددًا من المراجعات في وقت صدوره، على الرغم من أنها أقل بكثير مما كانت تتلقاه روايات آين راند.  ففي ملحق مراجعة كتاب لصحيفة نيويورك تايمز ، وصفها الفيلسوف سيدني هوك بأنها "مزيج فريد من الحشو والسخافة الباهظة". وفي مراجعة سلبية في مجلة إسكواير ، قال جور فيدال إن آين راند "يجب أن تُقرأ حتى يتم تصديقها" وأن "فلسفتها تكاد تكون مثالية في لا أخلاقيتها".  وفي مجلة ذا نيو ريببلك(بمعنى الجمهورية الجديدة) ، وصف المراجع جويل روزنبلوم فلسفة آين راند بأنها "هراء طنان" وتوقع "احتمال ضئيل لمستقبل متوسع لنظام الآنسة راند أو أتباعها". 
وصفت ببليوغرافية آين راند، ميمي ريزل جلادستين، عنوان مقالة آين راند بأنه "الجذب الرئيسي لأولئك الذين قرأوا الروايات بالفعل".  وقد قال المؤرخ جيمس تي بيكر إن المقال "يمثل خطوة راند الأولى من الخيال إلى الفلسفة العامة"،  ووصف وجهة النظر التاريخية التي تقدمها بأنها "مثيرة للاهتمام ومبتكرة وإن كانت رائعة بعض الشيء".  ووصفتها كاتبة السير الذاتية آن هيلر بأنها "مزيج من الحكاية التاريخية والحكاية الخيالية المجنونة"، وقالت إنها "تقريباً بدأت حملة آين راند الصليبية المتعصبة ضد الفيلسوف الألماني إيمانويل كانط"،  الذي وصفته آين راند بأنه ذو تأثير سلبي للغاية على الفلسفة الحديثة. 

## أنظر أيضاً
- كتاب آين راند التالي: فضيلة الأنانية
- فلسفة آين راند: الموضوعية